# Genia Nikolajewa

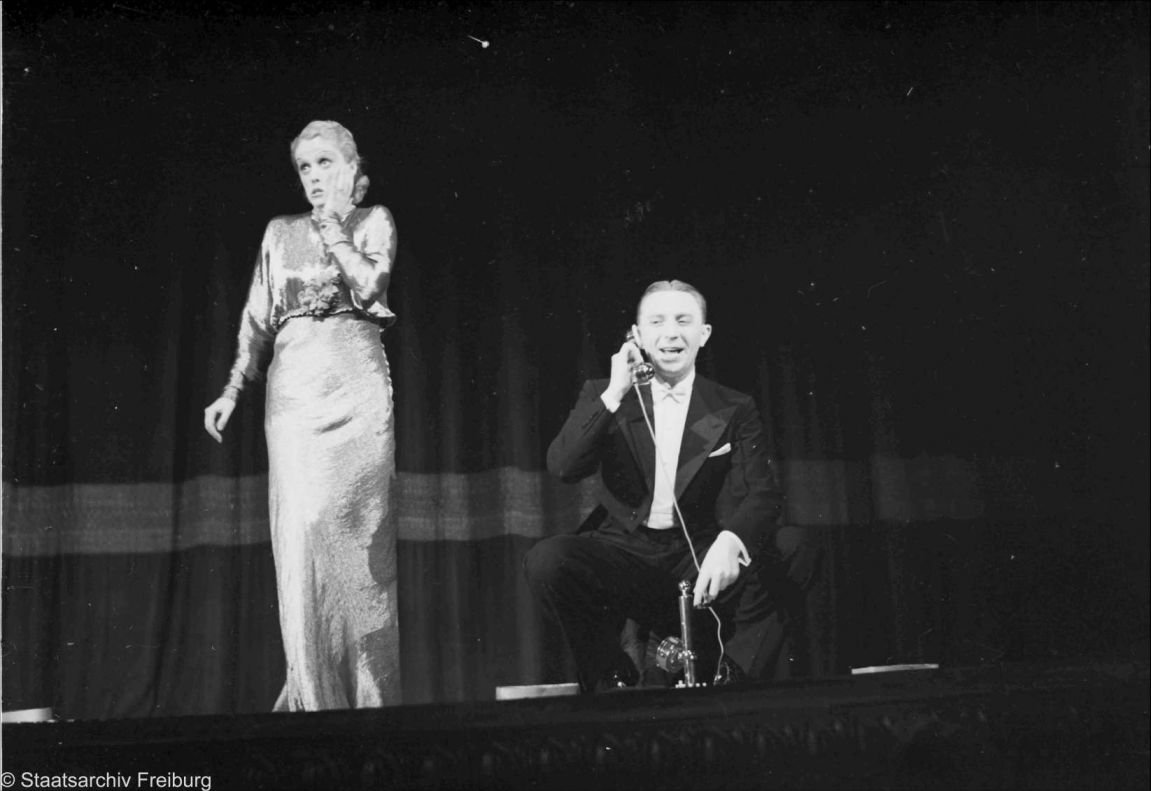
Genia Nikolajewa mit Theo Lingen in der Berliner Scala, 1936

Genia Nikolajewa; eigentlich Eugenia Nikolajewa (* 2. Januar 1904 in Sankt Petersburg, Russisches Kaiserreich; † 13. Januar 2001 in Los Angeles) war eine deutsch-amerikanische Schauspielerin, die in den 1930er Jahren in vielen deutschen Spielfilmen mitwirkte. 

## Leben
Die Tochter einer Deutschen und eines Russen kam mit den Eltern früh nach Berlin. Sie erhielt Ballettunterricht und hatte 1920 im Wintergarten-Varieté ihren ersten Tanzauftritt. 1921/22 tanzte sie am Ballett des Stadttheaters Königsberg und schloss sich danach dem Ensemble des Choreografen Ernst Matray an. Mit dessen Truppe gastierte sie in England und Südamerika, bevor sie 1925 wieder in Berlin auftrat. 1926 bis 1930 war sie Solotänzerin an der Berliner Staatsoper unter dem Ballettmeister Max Terpis.
1930 debütierte sie als Schauspielerin in der Revue Alles Schwindel, danach folgten Rollen in mehreren Revuen und Operetten. Gleichzeitig wurde der Film auf sie aufmerksam und gab Genia Nikolajewa mehrfach Tanzauftritte oder kleinere, manchmal, wie in dem Kriminalfilm Schuß im Morgengrauen, auch größere Nebenrollen.
Die als „Halbjüdin“ geltende Schauspielerin erhielt trotz erteilter Spielerlaubnis immer weniger Aufgaben. 1938 emigrierte sie in die USA und wirkte auch dort an einigen Filmen mit. Dann arbeitete sie bei Warner Bros. in der Verwaltung. Von 1937 bis zu dessen Tod 1997 war sie mit dem ebenfalls emigrierten Filmeditor Carl Forcht verheiratet.
Ihre auf den Tanz bezogenen Dokumente übergab sie zu Lebzeiten dem Deutschen Tanzarchiv Köln.

## Filmografie (Auswahl)
- 1930: Zwei Krawatten
- 1931: Schützenfest in Schilda
- 1932: Skandal in der Parkstraße
- 1932: Ein toller Einfall
- 1932: Quick
- 1932: Schuß im Morgengrauen
- 1932: Das erste Recht des Kindes
- 1933: Das häßliche Mädchen
- 1933: Die Finanzen des Großherzogs
- 1934: Der Meisterboxer
- 1934: Der Fall Brencken
- 1934: Schwarzer Jäger Johanna
- 1934: Die Liebe und die erste Eisenbahn
- 1934: Ihr größter Erfolg
- 1935: Warum lügt Fräulein Käthe?
- 1935: Frischer Wind aus Kanada
- 1935: Ein ganzer Kerl
- 1935: Das Einmaleins der Liebe
- 1935: Der Vogelhändler
- 1935: Künstlerliebe
- 1936: Du kannst nicht treu sein
- 1936: Die große und die kleine Welt
- 1936: Blinde Passagiere
- 1936: 90 Minuten Aufenthalt
- 1936: Eine Frau ohne Bedeutung
- 1937: Und du mein Schatz fährst mit
- 1937: Meine Frau, die Perle
- 1937: Die unentschuldigte Stunde
- 1938: Auf verbotenen Wegen (Ride a Crooked Mile)
- 1940: Adventure in Diamonds
- 1942: The Lady Has Plans